# Cyril McLaglen
Cyril Rochford McLaglen (* 9. September 1899 in London; † 11. Juli 1987 in Perris, Kalifornien, Vereinigte Staaten) war ein britisch-amerikanischer Filmschauspieler.

## Leben und Wirken
Der zweitjüngste Sohn des Reverend Bischofs Andrew C. A. McLaglen und Lillian McLaglen gehörte einer bekannten Filmschauspieler-Familie an; zu seinen Brüdern zählten unter anderem Victor McLaglen und Clifford McLaglen. Nach seinem Kriegsdienst im Ersten Weltkrieg holte der älteste Bruder Victor Cyril zur Schauspielerei. An Victors Seite debütierte Cyril 1920 in dem Boxerdrama The Call of the Road. Obwohl im Fahrwasser des bald zu bescheidenem Ruhm aufsteigenden Victor zwischen Mitte der 1920er und Anfang der 1940er Jahre zunächst im britischen, dann, seit seiner Übersiedelung 1934 in die USA, auch in Hollywood sehr präsent, kam Cyril McLaglen fast nie über Chargenrollen hinaus. 
Immer wieder sah man den Briten als Offizier, gelegentlich aber auch als Polizisten, Betrunkenen oder als Guillotinenbetreiber. John Ford, der entscheidende Förderer Victors in Amerika, gab auch dessen ungleich unbekannteren Bruder Cyril die Möglichkeit für den einen oder anderen Miniaturauftritt in seinen Filmen (Maria von Schottland, Der Pflug und die Sterne, Rekrut Willie Winkie, Vier Mann – ein Schwur und Der lange Weg nach Cardiff). 1942 meldete sich Cyril McLaglen erneut zu den Waffen, konnte aber nach der Rückkehr in die Staaten nun kaum mehr beim Film unterkommen. Nach 1951 verliert sich seine Spur.

## Filmografie
- 1920: The Call of the Road
- 1926: The Island of Despair
- 1927: Die Maitresse des Königs (Madame Pompadour)
- 1927: Boadicea
- 1927: Jahrmarkt der Liebe (Hindle Wakes)
- 1928: Tommy Atkins
- 1928: Balaclava
- 1928: Der Schrei aus dem Tunnel (Underground)
- 1928: Ihr wißt ja, wie Matrosen sind … (You Know What Sailors Are)
- 1929: Lost Patrol
- 1930: Alf’s Button
- 1930: Suspense
- 1930: Bed and Breakfast
- 1931: No Lady
- 1931: Down River
- 1932: Verdict of the Sea
- 1933: Money for Speed
- 1933: A Royal Demand
- 1934: The Band Plays On
- 1935: Peter Ibbetson
- 1935: Flucht aus Paris (A Tale of Two Cities)
- 1935: Blutige Perlen (Whipsaw)
- 1936: Maria von Schottland (Mary of Scotland)
- 1936: Der Pflug und die Sterne (The Plough and the Stars)
- 1937: Rekrut Willie Winkie (Wee Willie Winkie)
- 1938: Vier Mann – ein Schwur (Four Men and a Prayer)
- 1940: Der lange Weg nach Cardiff (The Long Voyage Home)
- 1940: Arzt und Dämon (Dr. Jekyll and Mr. Hyde)
- 1941: Fluchtweg unbekannt (They Met in Bombay)
- 1941: Abenteuer in der Südsee (Son of Fury)
- 1942: Piraten im karibischen Meer (Reap the Wild Wind)
- 1942: Gefundene Jahre (Random Harvest)
- 1942: Der Seeräuber (The Black Swan)
- 1951: Drei auf Abenteuer (Soldiers Three)